# 52457 Enquist
52457 Enquist è un asteroide della fascia principale. Scoperto nel 1995, presenta un'orbita caratterizzata da un semiasse maggiore pari a 2,5703576 UA e da un'eccentricità di 0,2275232, inclinata di 5,71784° rispetto all'eclittica.